# برج نوش
عمارت برج نوش یا قصر نوشین بنای ساخته شده در باغی پهناور به نام باغ ایلخانی در تهران قدیم بود. این بنا به فرمان فتحعلی‌شاه، دومین شاه دودمان قاجار ساخته شد. به نوشتهٔ مهدی‌قلی‌خان هدایت (مخبرالسلطنه):
«برج نوش عمارتی بود در غربی خیابان برجی داشت از بیرون کاشیکاری و منزل نوش‌آفرین دختر بدرخان زند از زنهای فتحعلی‌شاه بوده‌است که بی‌اندازه شاه باو تعلق خاطر داشته بطوریکه در مراجعت از جنگ روس او را به سلطانیه می‌خواهد به سلیمان میرزا می‌نویسد «آن شکر خنده که بی‌نوش دهانی دارد» با خود بیاورد.»— خاطرات و خطرات ص. ۱

## جایگاه جغرافیایی
برج نوش در باغ ایلخانی (در مالکیت  الله‌قلی خان ایلخانی) در شمال شرق میدان مشق جای گرفته بود. باغ ایلخانی که این برج در میانش بر پا شده بود از یک‌سو به خیابان علاءالدوله (خیابان فردوسی امروزی) و از سوی دیگر به چهارراه عزیزخان می‌رسید. اين برج در ضلع شمالی خيابان سوم اسفند (خیابان سرگرد سخايی امروزی) جای داشته است. گفتنی است که این خیابان تا سال‌های آغازین سده کنونی "کوچه برج نوش" نامیده می‌شد که پس از پهن شدن و تعریض آن در دوره رضا شاه نام آن را به "خیابان سوم اسفند" تغییر دادند.
این برج تا آغازین سال‌های پادشاهی رضاشاه همچنان در جنوب‌غربی بانک ملی پابرجا بود اما بعدها این عمارت و باغ پیرامون آن با عمارت بانک ملی جایگزین شد.

## معماری
تا مدتها باور بر این بود که هیچ نگاره‌ای از این ساختمان در دسترس نیست، از این رو، دربارهٔ معماری بنای آن تنها می‌توانستند به گفته مهدی‌قلی‌خان هدایت (مخبرالسلطنه) نخست‌وزیر رضاخان، بسنده کنند که نمای بیرونی برج نوش (قصر نوش) با کاشی پوشیده شده بود. اما با توجه به موقعیت برج نوش بر روی نقشه‌های آن روزگار و برابرسازی موقعیت یکی از عکس‌های میدان مشق می‌توان با اطمینان گفت که این ساختمان پشت میدان مشق همان برج نوش است.

## نامگذاری
دلیل نامگذاری این قصر به برج نوش به یکی از زن‌های فتحعلی‌شاه بازمی‌گردد. نوش‌آفرین دختر زیباروی بدرخان از شاهزادگان زند بود. فتحعلی‌شاه قاجار نتوانست از روی زیبای او چشم بپوشد و با دختر دشمن خود ازدواج کرد و دستور داد تا در باغی پهناور قصری برای سوگلی خود بسازند و نام آن قصر را به یاد نوش‌آفرین، برج نوش نهاد.
پس از مرگ فتحعلی‌شاه، نوش‌آفرین را از قصر بیرون انداختند و حسین‌علی میرزا ملقب به فرمانفرما که مدعی سلطنت بود، دستگیر و به تهران فرستاده شد و به دستور برادرزاده اش، محمدشاه در برج نوش زندانی شد تا اینکه پس از چندی بر اثر بیماری وبا درگذشت.